# قمة رايز أب
قمة رايز أب (بالإنجليزية: RiseUp Summit) هو حدث سنوى للإبداع وريادة الأعمال يتم عقده في وسط القاهرة بمصر. يكون الحدث على مدار ثلاثة أيام.

## نبذة
تم وصف القمة بأنه «أكبر تجمع لرواد الأعمال في المنطقة». بدأ رائد الأعمال عبد الحميد شرارة هذا الحدث في عام 2013م لتكوين بيئة عمل لريادة الأعمال بمنطقة الشرق الأوسط وتبادل الخبرات.

## الأهمية
يعمل الحدث على مساعدة الشركات الناشئة وإعطاء أصحابها الفرصة للتواصل مع مستثمرين محتملين والحصول على استثمارات. تم عقد القمة خمس مرات حتى الآن آخرها كانت في الجامعة الأمريكية بالقاهرة.
ومن ضمن المؤسسات التي شاركت سابقًا في القمة كانت أي بي أم وأوبر وفيسبوك وبيبسى.